# Apl.de.ap
apl.de.ap, właśc. Allan Pineda Lindo (ur. 28 listopada 1974) – amerykański b-boy, raper, producent muzyczny i perkusista. Członek zespołu The Black Eyed Peas. Określa siebie jako Filipino-Amerykanina.

## Wczesne lata
Urodził się i dorastał w biednej dzielnicy Sapang Bato w Angeles City w prowincji Pampanga na Filipinach. Jego matka Christina Pineda jest Filipinką, a ojciec – Afroamerykaninem. Jego ojciec był lotnikiem, stacjonował w Clark Air Base, opuścił rodzinę wkrótce po urodzeniu Allana. Edukacja jego i jego sześcioro rodzeństwa więc została pozostawiona matce.
Jako dziecko Allan jeździł do i ze szkoły tzw. jeepneyami, filipińskimi autobusami, wykonanymi z amerykańskich samochodów pozostałych po II wojnie światowej. Jako dziecko marzył o zostaniu inżynierem. W wieku jedenastu lat przybył do USA w celu leczenia oczopląsu, które powoduje niekontrolowane, szybkie i gwałtowne ruchy gałek ocznych. Tam, w czasie podróży do Disneylandu powiedział, że chciałby pozostać w Stanach. W wieku czternastu lat na stałe przeniósł się do USA, gdzie został adoptowany przez rodzinę o nazwisku Hudgens w Los Angeles. Apl był częścią programu adopcyjnego z organizacji Pearl S. Buck, gdzie amerykańskie rodziny przyjęły filipińskie dzieci, aby zapewnić im edukację i lepszą jakość życia. To właśnie tam, w szkole średniej, spotkał Williama Adamsa, siostrzeńca współlokatorów Hudgensów.

## Kariera
Jego zamiłowanie do muzyki rozpoczęło się w 1989 roku, kiedy miał 14 lat i przeniósł się do Los Angeles w Kalifornii, aby skończyć studia. W liceum zaprzyjaźnił się z will.i.am-em, z którym chodzili w weekendy do centrum handlowego w Glendale ćwiczyć taniec i rapować. Brał udział w wielu konkursach. Wtedy założył z will.i.am-em grupę breakdance o nazwie „Tribal Nation”, która istniała do 1992 roku. Pierwszy kontrakt zawarli z Ruthless Records, wytwórnią należącą do Eazy-E. Nagrali piosenkę z popularnym raperem, nazwaną „Merry Mother Fucking Christmas” i mieli zamiar wydać album pod inną nazwą zespołu: Atban Klann. Jednak wydanie albumu wstrzymano, gdy Eazy-E zmarł. W 1997 podpisano kontrakt z Interscope Records. Jaime Gomez znany jako „Taboo” dołączył do zespołu i tak powstał zespół The Black Eyed Peas.
W lipcu 2011 grupa ogłosiła, że robią przerwę i zaprzeczyli pogłoskom rozpadu. Will.i.am stwierdził w wywiadzie, że skomponują nową muzykę w 2013 roku. W marcu 2013 roku apl.de.ap został potwierdzony jako sędzia w nadchodzącym sezonie inauguracyjnym The Voice of the Philippines.
Inspiruje się muzyką: Steviego Wondera, The Beatles, A Tribe Called Quest, De La Soula i Leaders of the New School. Jest też wielkim fanem Asin, filipińskiej grupy rockowej.

## Choroba
W 2011 Pineda ujawnił w „People Magazine”, że jest prawie niewidomy, cierpi na oczopląs i było tak przez całe jego życie: „Rozpoznaje kształty. Jeśli jestem w pobliżu, nawet jeśli coś jest duże, to nie mogę tego odczytać. Wątpiłem w siebie przez długi czas”
Muzyk opisał tę chorobę jako motywacja dla tworzenia hip-hopu.

## Fundacja
apl.de.ap zaangażował się w pomoc biednym dzieciom z Filipin. Jego fundacja „The apl.de.ap Foundation” zbiera fundusze, aby zachęcić dzieci do nauki. W 2011 roku rozpoczęła się kampania „We can be anything”, która miała na celu zbudowanie na Filipinach 10000 sal szkolnych w ciągu dwóch lat. Stwierdził, że najważniejsze dla niego jest, aby pomóc dzieciom, które najbardziej go potrzebują. „Bez edukacji nic nie możemy zrobić, jeśli będziemy ciężko pracować nad czymś, a potem to nie działa, przynajmniej edukacja będzie działała jako kopia zapasowa, to jest plus, a ja lubię dawać możliwości ludziom, zwłaszcza dzieciom, które nie mają szanse na studia, a z pewnością na to zasługują”.

## Jeepney music
W okresie zaangażowania w The Black Eyed Peas muzyk stworzył własną wytwórnię muzyczną o nazwie. Music Jeepney. Ma ona dać szanse młodym artystom, a jednocześnie zapewniać im możliwości pracy z APL.

## Dyskografia
| Tytuł                                                            | Rok  | Pozycja na liście | Pozycja na liście | Pozycja na liście | Album      |
| Tytuł                                                            | Rok  | FRA               | BEL (WA)          | BEL (FL)          | Album      |
| ---------------------------------------------------------------- | ---- | ----------------- | ----------------- | ----------------- | ---------- |
| „On The Dancefloor” (David Guetta feat. will.i.am & apl.de.ap)   | 2009 | –                 | 24                | 39                | –          |
| „Spaceship” (Benny Benassi vs. Kelis, apl.de.ap & Jean Baptiste) | 2010 | 10                | 40                | 27                | Electroman |
| „Gettin’ Dumb” (will.i.am feat. apl.de.ap and 2NE1)              | 2013 | –                 | –                 | –                 | Willpower  |
| „–” singel nie był notowany.                                     |      |                   |                   |                   |            |

## Nagrody
- 2008: Special Citation – Myx Music Awards
- 2010: Najlepszy występ Hip-hop/Rap: Take Me to the Philippines – Filipino-American Vocal Arts Society Online Music Awards
- 2011: BPInoy